# Alhóndiga de Granaditas

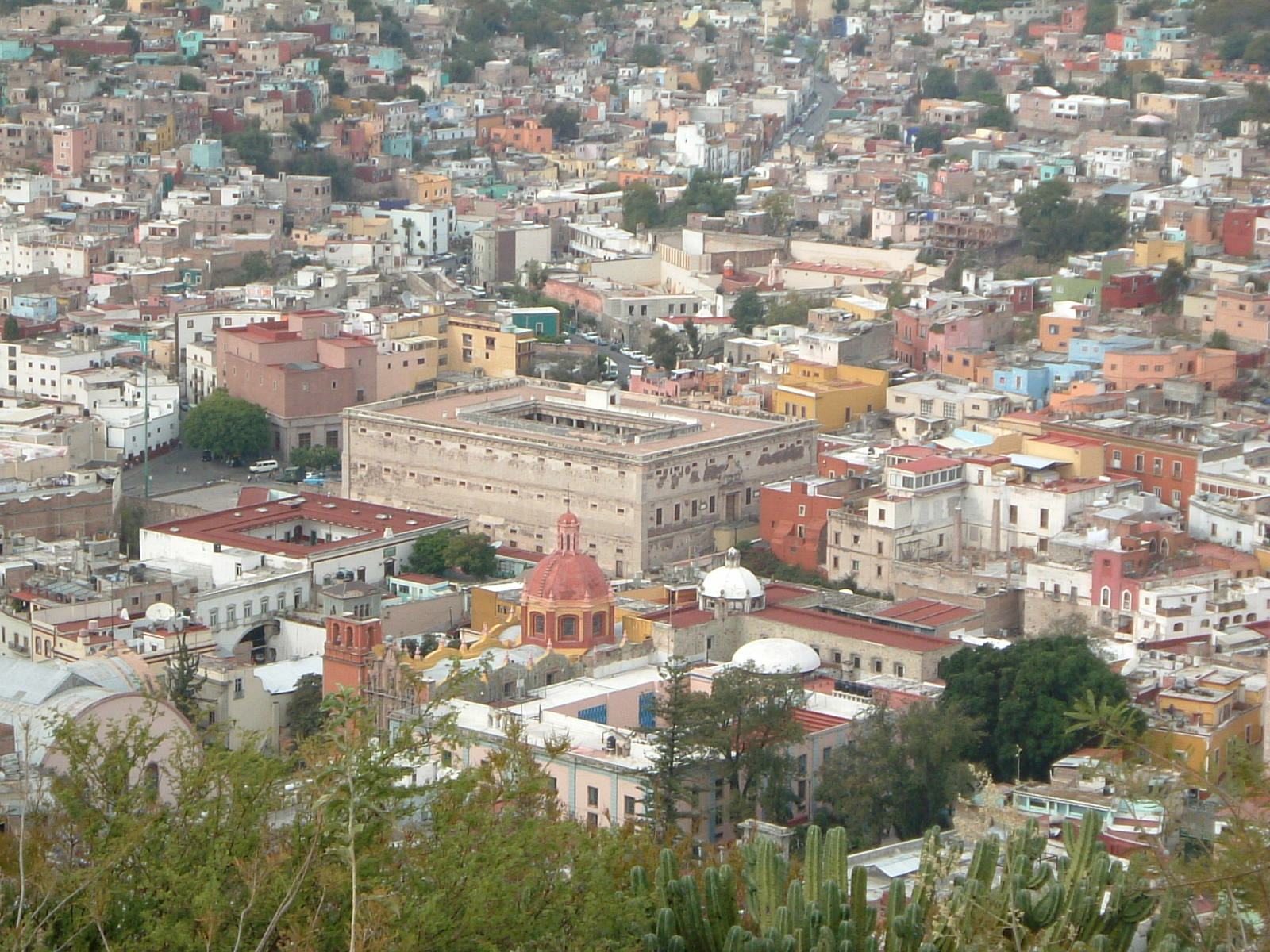
La Alhóndiga de Granaditas

La Alhóndiga de Granaditas è un antico deposito di grano situato nella città messicana di Guanajuato.
Entrato nella storia del paese in seguito alla presa della città da parte dell'esercito rivoluzionario durante la Guerra d'indipendenza del Messico.

## Architettura
La Alhóndiga misura 75m di lunghezza e 68 di larghezza, ha un'altezza di 23 metri e occupa un'area di 4800 metri quadrati. All'esterno non presenta rifiniture particolari, ad eccezione delle finestre e di un cornicione in stile dorico. Venne costruito con i due tipi di pietra locale.
Tutto questo gli conferisce un curioso aspetto di fortezza o di castello, e così arrivò a chiamarlo il popolo di Guanajuato. All'interno c'è un portico di due piani che crea un grande patio centrale. Il portico inferiore ha delle colonne e decorazione in stile toscano, mentre quello superiore è in stile dorico.
La Alhóndiga fu utilizzata come mercato di grano e mais e, dopo l'indipendenza, come magazzino, caserma e prigione. Attualmente ospita il museo Regionale della Alhóndiga de Granaditas.

## Indipendenza del Messico

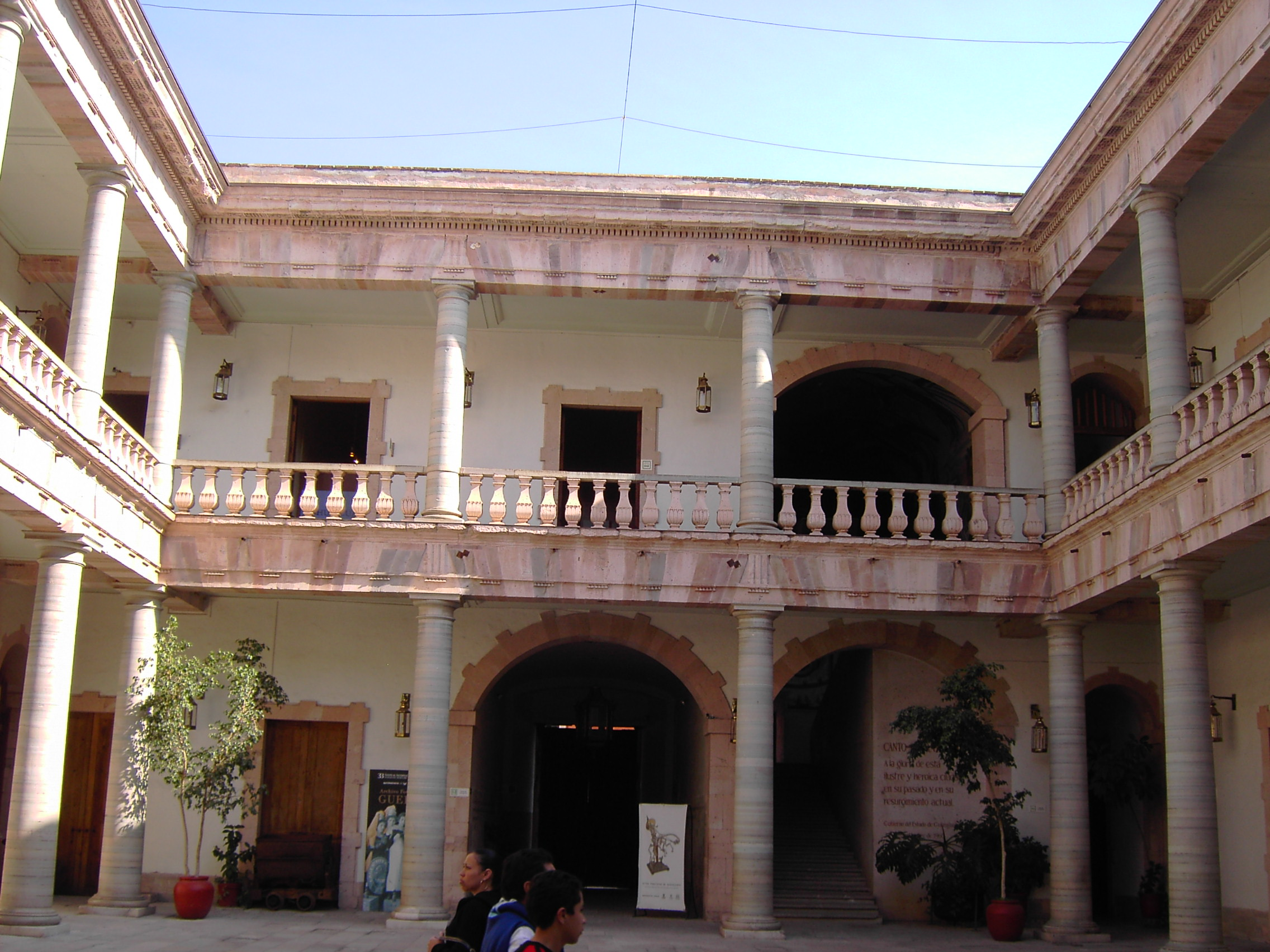
interno della Alhóndiga

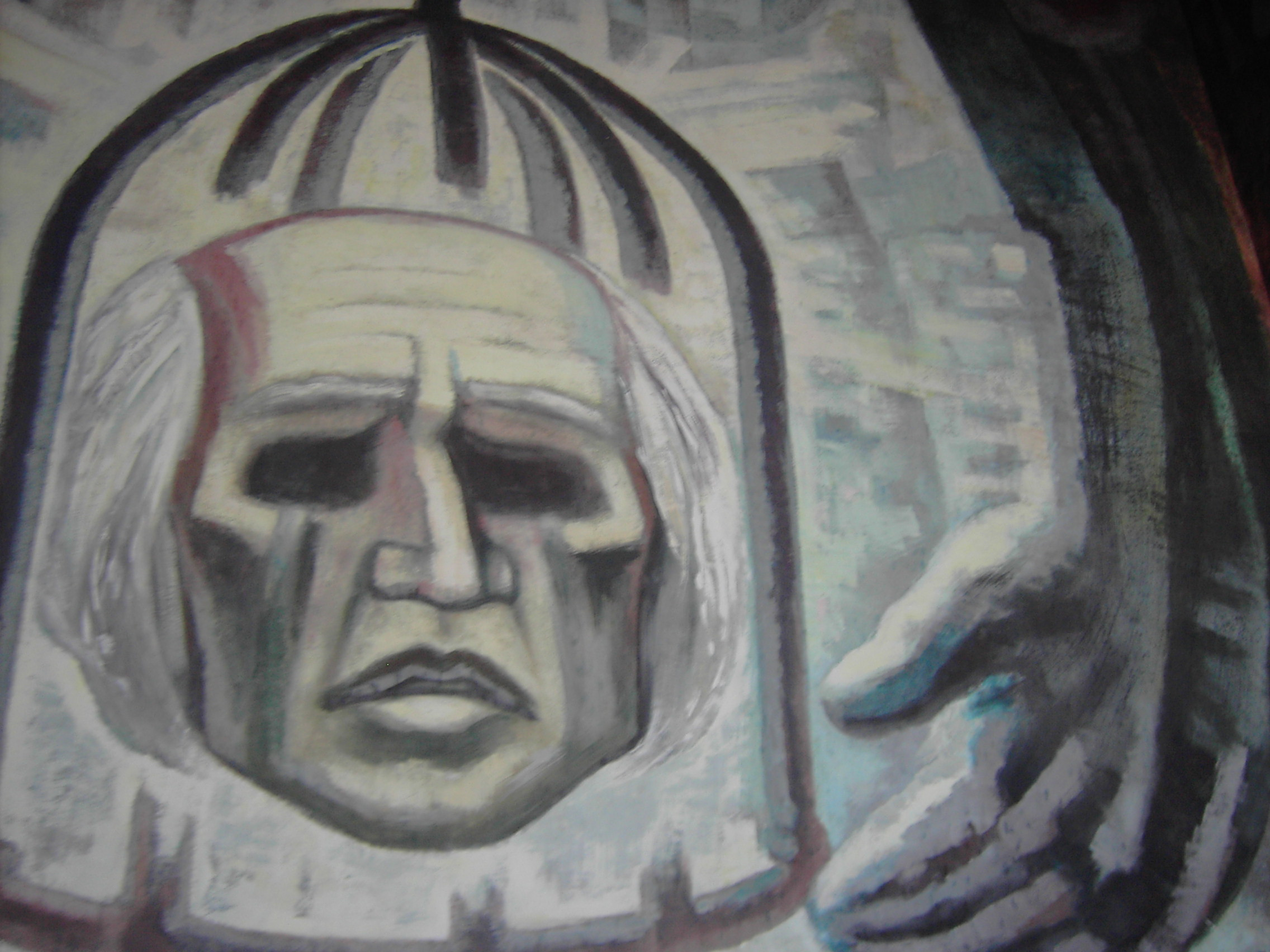
una parte dei murale della Alhóndiga

Quando le truppe rivoluzionarie di Miguel Hidalgo y Costilla minacciarono di prendere la città di Guanajuato  nel settembre del 1810, assieme a molti spagnoli, a qualche ricco creolo e alla guarnigione dell'esercito presente in città il sovrintendente Riano decise di chiudersi dentro la Alhondiga pensando che avrebbe più facilmente potuto difendersi.
Le forze di Riano inizialmente respinsero gli attacchi degli invasori, ma appena gli indipendentisti presero i monti vicino alla fortezza cominciarono ad attaccarla dall'alto. Riano morì a causa di uno di questi attacchi.
Vista l'impossibilità di prendere la fortezza, che era costruita molto bene, Hidalgo decise di bruciare il portone orientale così che le truppe potessero entrare. Fu un giovane chiamato El Pipila ad appiccare il fuoco alla porta della fortezza.
Dopo la disastrosa Battaglia di Aculco, Ignacio Allende ritornò a Guanajuato per ricomporre l'esercito, ma assediato dal comandante spagnolo Felix Maria Calleja, Allende dovette abbandonare la città, permettendo così agli spagnoli di uccidere tutti coloro che non erano spagnoli in città.
Dopo la caduta dei primi leader rivoluzionari, alla fine del 1811, le teste di Hidalgo, Allende, Juan Aldama e Mariano Jimenez furono esposte ai quattro lati della fortezza, come monito per che volesse ribellarsi alle forze spagnole. Le teste degli eroi messicani rimasero appese per dieci anni fino a quando, dichiarata l'indipendenza del Messico, furono portate a Città del Messico e sepolte con tutti gli onori.